# Svenska mästerskapen i jujutsu 1991
Svenska mästerskapen i ju-jutsu 1991 avgjordes i Linköping 25-26 maj 1991.
Arrangerande förening var  Linköpings Budoklubb. 

## Resultat
| Placering | Namn                  | Klubb        |
| --------- | --------------------- | ------------ |
| Guld      | Heinz Reidvik         | Växjö JJK    |
| Silver    | Eugenio Osorio-Florio | Växjö JJK    |
| Brons     | Mikael Fransson       | Högdalens BK |

| Placering | Namn               | Klubb            |
| --------- | ------------------ | ---------------- |
| Guld      | Ingemar Sköld      | BK Tomoe, Kiruna |
| Silver    | Peter Thalin       | Värnamo JJK      |
| Brons     | Nico Cristosoridis | Värnamo JJK      |

| Placering | Namn            | Klubb                |
| --------- | --------------- | -------------------- |
| Guld      | Lars Pettersson | Borlänge JJK         |
| Silver    | Peter Karlsson  | Upplands-Bro JJK     |
| Brons     | Ulf Oredsson    | Dokan Dojo, Göteborg |

| Placering | Namn             | Klubb                |
| --------- | ---------------- | -------------------- |
| Guld      | Magnus Cederblad | Nacka JJK            |
| Silver    | Leif Löfström    | Umeå Budoklubb       |
| Brons     | Morgan Stoppert  | Linköpings Budoklubb |

| Placering | Namn                                 | Klubb            |
| --------- | ------------------------------------ | ---------------- |
| Guld      | Kåre Nordström / Morgan Nordström    | Timrå JJK        |
| Silver    | Peter Karlsson / Jonas Halsius       | Upplands-Bro JJK |
| Brons     | Fredrik Lindgren / Niklas Sävenstedt | Umeå Budoklubb   |

| Placering | Namn                                  | Klubb            |
| --------- | ------------------------------------- | ---------------- |
| Guld      | Monika Laxfors / Isabelle Sarfati     | Upplands-Bro JJK |
| Silver    | Maria Persson / Anna-Kaarina Partanen | Järfälla JJK     |
| Brons     | Jessica Pottila / Silvia Sanchez      | Umeå Budoklubb   |

| Placering | Namn                             | Klubb            |
| --------- | -------------------------------- | ---------------- |
| Guld      | Lennart Collán / Maria Persson   | Järfälla JJK     |
| Silver    | Jonas Halsius / Isabelle Sarfati | Upplands-Bro JJK |
| Brons     | Peter Karlsson / Monika Laxfors  | Upplands-Bro JJK |